# اشتفان اوستر
اشتفان اوستر (آلمانی: Stefan Oster؛ زادهٔ ۳ ژوئن ۱۹۶۵) یک اسقف اهل آلمان است.